# Bona Dea
Bona Dea (‘la Deessa Bona’), coneguda també amb els noms de Maia, Fauna, Fàtua o Oma, fou el nom d'una deïtat itàlica, germana, esposa o filla de Faune (Faunus), que és descrita com a deessa de la fertilitat, la castedat i la salut.

## Orígens

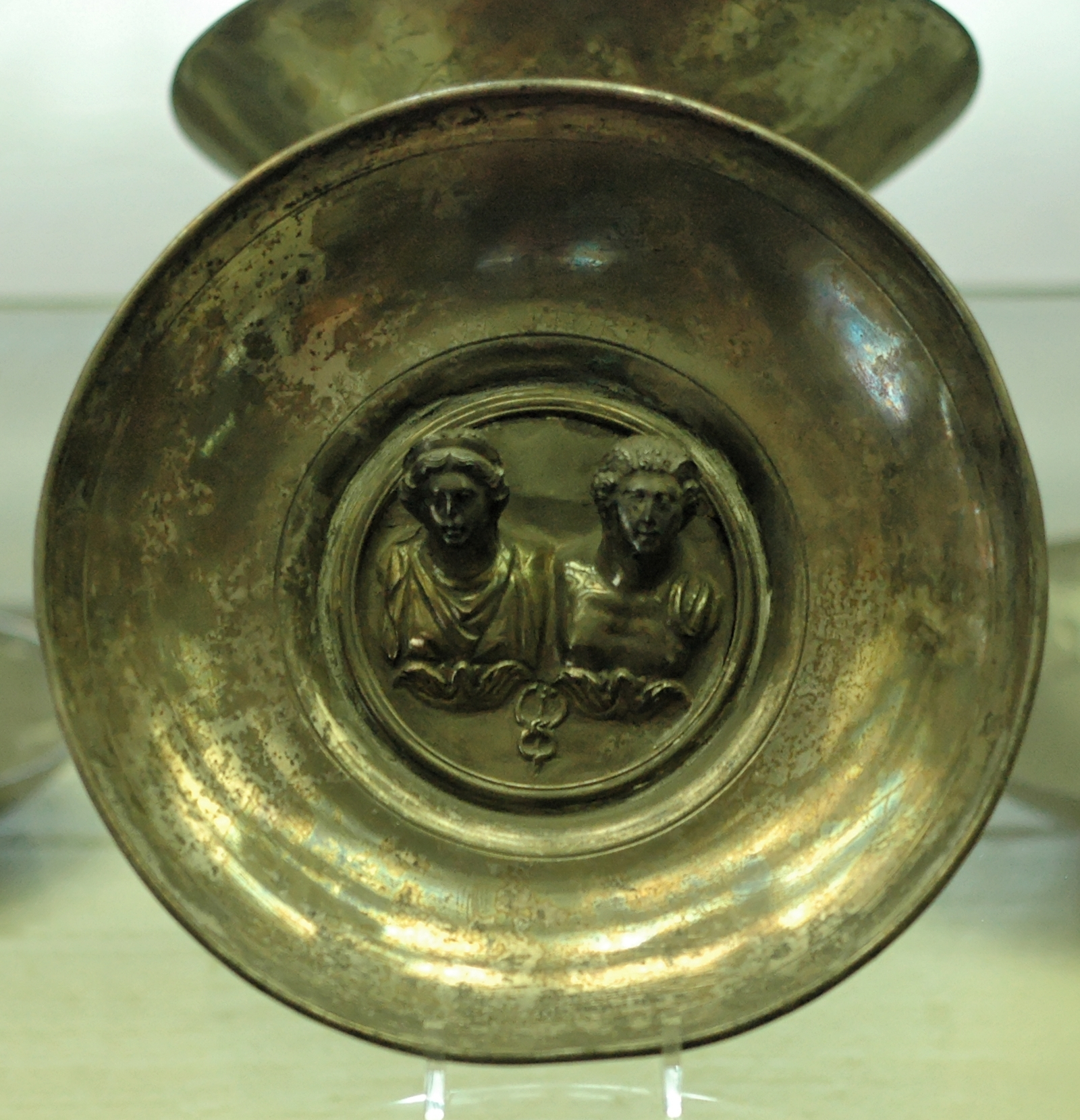
representació en plata de Maia juntament amb Mercuri, segle II

Fou adorada des de molt antic a Roma com a divinitat profètica i se la vinculà amb Cíbele. Es creu que el seu nom està relacionat amb la seva funció com a divinitat encarregada de vetllar pel creixement dels fruits, perquè Maia podria venir de l'adjectiu maior (superior en mida).
En les oracions que ens han arribat gràcies als textos d'Aule Gel·li, Maia apareix citada juntament amb Vulcà com una manifestació abstracta d'aquest déu.

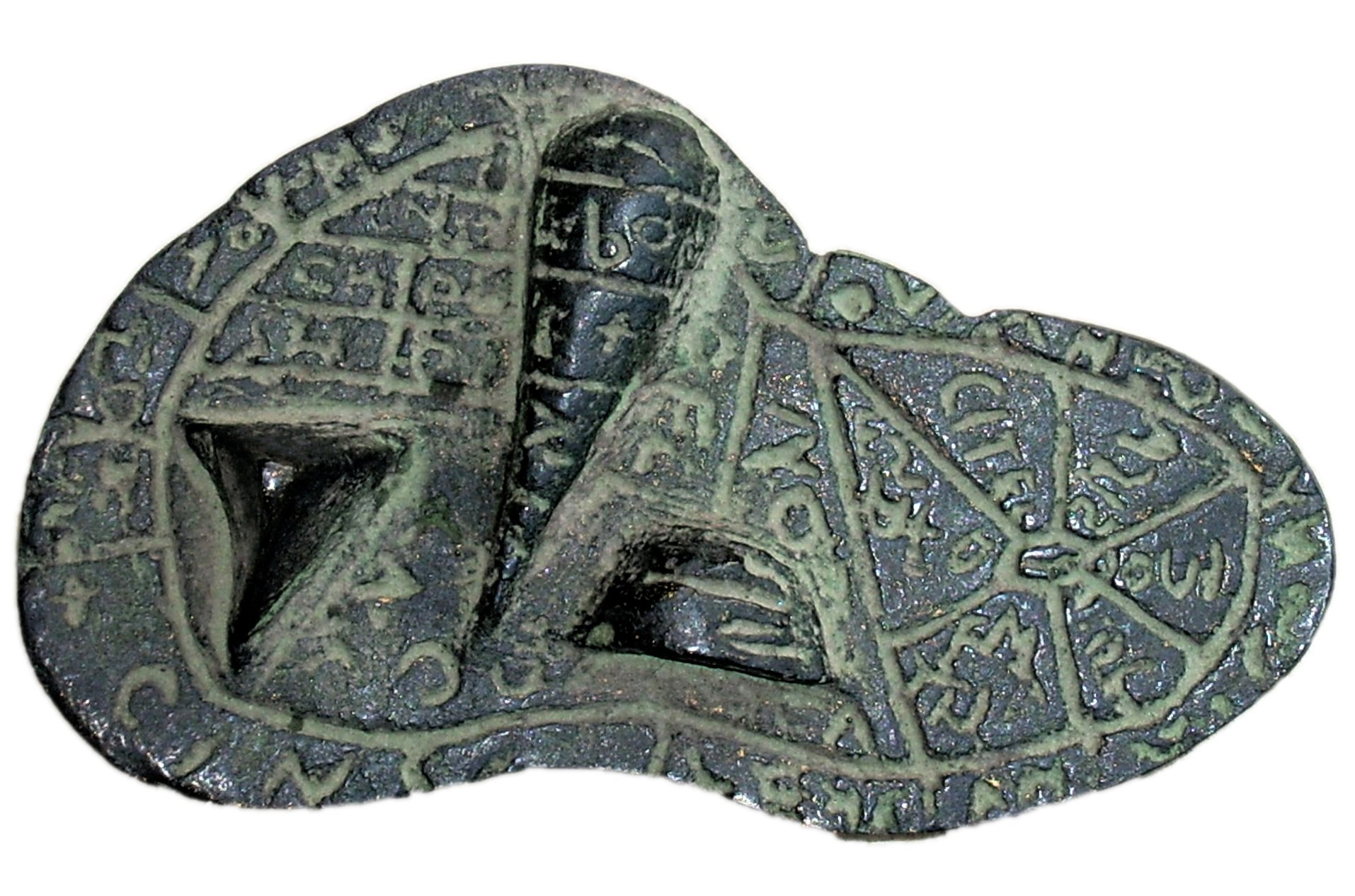
Harúspex de Piacenza

Podria tenir un origen etrusc. El seu nom apareix unit al d'Uni, el déu suprem etrusc (Uni i Mae) en un Harúspex endevinatori trobat a Piacenza.

## Confusió amb altres deesses
De vegades se l'ha confós amb Maia, divinitat grega, la filla més gran d'Atles que, va tenir un fill amb Zeus anomenat Hermes.

## Representació
Normalment se la representa asseguda en un tron portant una cornucòpia. El seu animal sagrat és la serp, símbol de la curació, per això al seu temple a Roma s'hi conservaven serps consagrades. La seva imatge es trobava sovint en monedes de l'antiga Roma.
Segons l'escriptor Macrobi, de vegades la seva representació es confon amb la d'Ops (deessa de la fertilitat i l'abundància), o se l'associava amb Juno i Cardea. Aquest vincle entre les tres divinitats podria haver estat originat per l'escriptor Varró qui va voler simplificar la mitologia de l'antiga Roma encabint diverses deesses dins el concepte de Terra.

## El mes de Maig
Existia la creença que el mes de maig era dedicat a aquesta divinitat, però estudis etimològics més recents relacionen el nom del mes amb la paraula maiores, en la seva accepció d'«avantpassats». El primer dia del mes era dedicat a honorar la memòria de les generacions precedents i s'invocaven els Lares Praestites perquè protegissin la ciutat, se sacrificava una truja prenyada en les flames del temple de Vulcà invocant a Maia. La posterior confusió podria estar relacionada amb les celebracions de Mercuri. Segons la mitologia romana, Mercuri, fill de Maia, era el pare dels bessons Lares, una genealogia que explicaria el fet que les seves cerimònies se situessin en les calendas del mes de Maig. El 15 de maig coincideix amb els Idus de Mercuri, que era adorat com a patró dels mercaders, al qual se li demanava augment en els beneficis comercials, fet que també el vincula etimològicament amb els termes merx, merces, (guanys,mercaderies), que podria ser una possible vinculació amb Maia, deessa invocada per al creixement.

## Temples

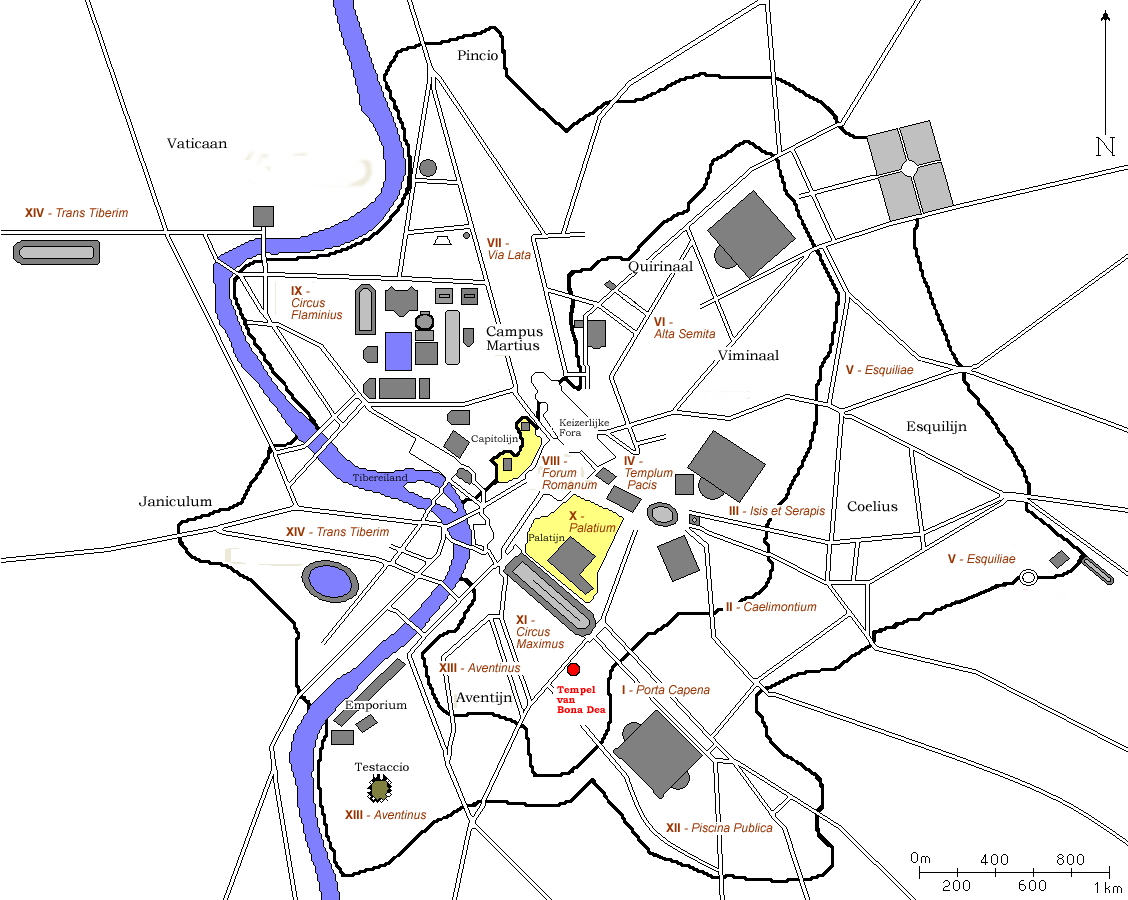
assenyalat amb un punt roig al plànol de Roma (v l'any 300) l'emplaçament del temple.

A la ciutat de Roma hi havia un temple dedicat a aquesta divinitat, situat al turó de l'Aventí, al sud-est del Circ Màxim. Es va construir poc després de l'any 272, coincidint amb la celebració per la conquesta de Tàrent, encara que Ciceró narra que el seu culte era fins i tot anterior a la fundació de Roma. Cap a mitjan època republicana, el temple era en desús potser per manca de reparacions en l'edifici o perquè les preferències de la gent s'havien girat cap a altres divinitats. L'any 123 la Vestal Licínia va aconseguir que hi fessin un nou altar i un petit santuari però el pontifex maximus P. Scaevola els va declarar il·legals i els va desmuntar.
Més endavant Lívia Drusil·la esposa de l'emperador August, va manar que restauressin el temple i va tornar a ser restaurat en temps d'Hadrià L'edifici va subsistir almenys fins al segle iv, doncs apareix en un llistat de la Notitia Regionis, (Regio XII).
Al temple no hi podien accedir els homes, però si se'ls permetia fer ofrenes a la deessa llevat d'algunes excepcions

## L'escàndol de l'any 62

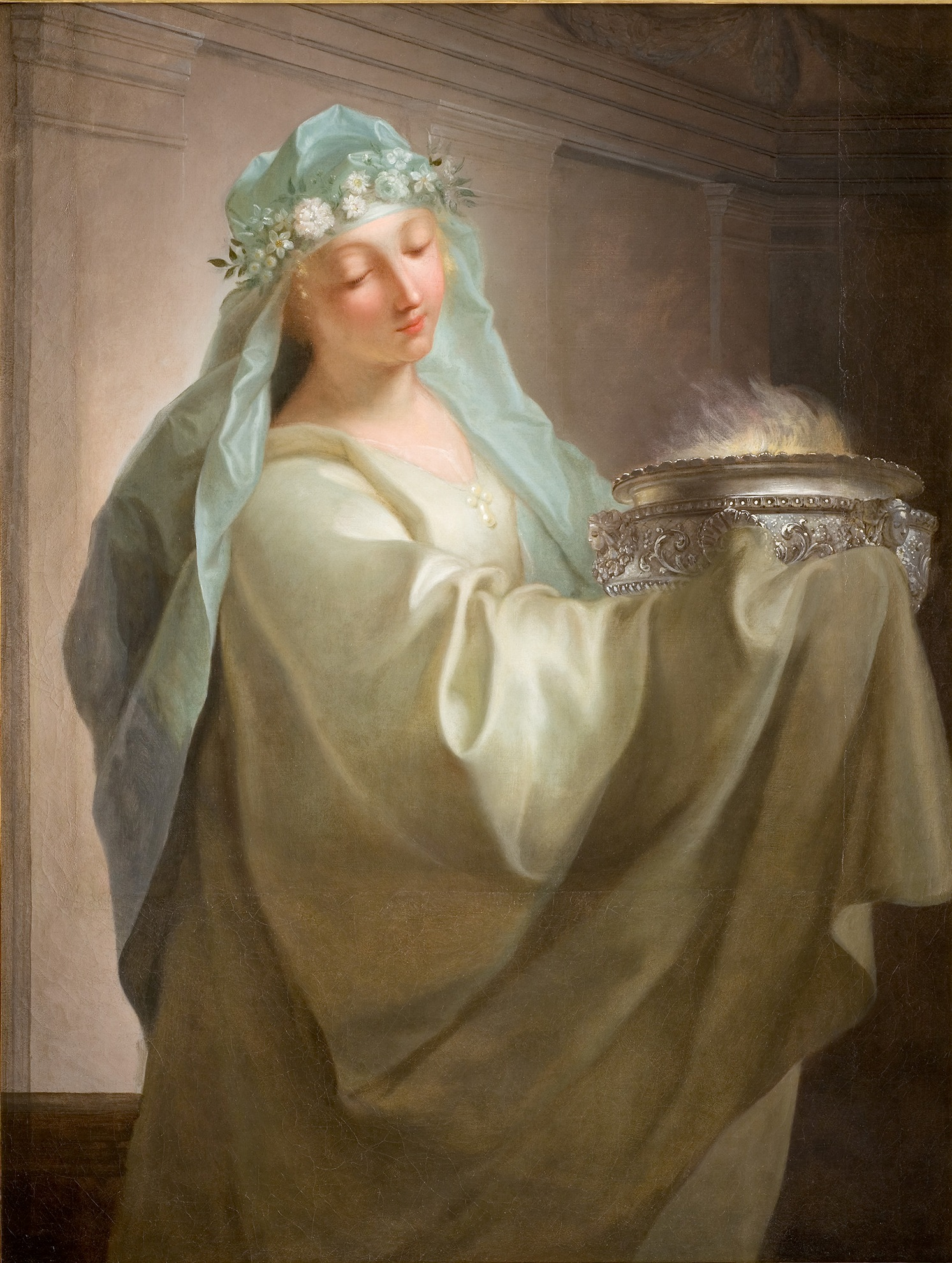
vestal portant el foc sagrat (Jean Raoux-1727)

L'any 62, Pompeia, l'esposa de l'emperador Juli Cèsar, era l'encarregada de presidir els riutals d'hivern en honor de Bona Dea. Es va saber, però que el pontífex màxim Publi Clodi Pulcre va entrar al temple disfressat de dona amb la intenció de seduir l'emperadriu. Com que el lloc havia estat viciat, les vestals es van veure obligades a purificar el lloc i repetir les cerimònies. Després d'això el pontífex va ser condemnat a mort pel senat. Durant el judici alguns dels rituals que, segons la tradició, només podien ser coneguts per les vestals, van haver de ser revelats com a part de la investigació.